# رچت و کلنک
رَچت و کلنک (به انگلیسی: Ratchet & Clank) عنوان یک مجموعه بازی ویدئویی علمی-تخیلی به سبک سکوبازی و تیراندازی سوم شخص است که توسط شرکت اینسامنیاک گیمز توسعه یافته و به‌وسیلهٔ سونی کامپیوتر انترتینمنت که مالکیت فکری این فرانشیز را در اختیار دارد برای کنسول‌های مختلف خانوادهٔ پلی‌استیشن، همچون پلی‌استیشن ۲، پلی‌استیشن ۳ و پلی‌استیشن ۴ و پلی‌استیشن ۵ منتشر شده است. داستان مجموعه دربارهٔ ماجراجویی رچت (شخصیتی مکانیکی شبیه به گربه که با عنوان لامبکس شناخته می‌شود) و کلنک (یک ربات کوچک زونی که دارای ادراک احساسات است) و سفر آن‌ها در دنیایی خیالی به منظور نجات آن از نیروهای شیطانی است.